# Okręgi wyborcze w Namibii
Okręg wyborczy (ang. Constituency) – jednostka podziału administracyjnego II stopnia w Namibii. Każdy z 14 regionów kraju jest podzielony na 6 do 12 okręgów. W sumie jest ich 121.

## Lista okręgów wyborczych w poszczególnych regionach
| Erongo Omaruru Karibib Brandberg Arandis Swakopmund Walvis Bay Urban Walvis Bay Rural | Hardap Gibeon Rehoboth Rural Rehoboth Urban West Rehoboth Urban East Mariental Urban Mariental Rural | !Karas Berseba Lüderitz Karasburg Keetmanshoop Rural Keetmanshoop Urban Oranjemund                      | Okawango Kahenge Kapako Mashare Mpungu Mukwe Ndiyona Rundu Rural East Rundu Rural West Rundu Urban  | Khomas Katutura Central Katutura East Khomasdal North Moses ǁGaroëb Samora Machel John Pandeni Tobias Hainyeko Windhoek East Windhoek Rural Windhoek West | Kunene Epupa Opuwo Outjo Kamanjab Khorixas Sesfontein                         | Ohangwena Eenhana Endola Engela Epembe Ohangwena Okongo Omundaungilo Omulonga Ondobe Ongenga Oshikango |
| Omaheke Aminuis Epukiro Gobabis Kalahari Otjinene Otjombinde Steinhausen              | Omusati Anamulenge Elim Etayi Ogongo Okahao Okalongo Onesi Oshikuku Otamanzi Outapi Ruacana Tsandi   | Oshana Okaku Okatana Okatyali Ompundja Ondangwa Ongwediva Oshakati East Oshakati West Uukwiyu Uuvudhiya | Oshikoto Eengodi Guinas Okankolo Olukonda Omuntele Omuthiyagwiipundi Onayena Oniipa Onyaanya Tsumeb | Otjozondjupa Grootfontein Okahandja Okakarara Omatako Otavi Otjiwarongo Tsumkwe                                                                           | Zambezi Kongola Linyanti Sibinda Katima Mulilo Urban Katima Mulilo Rural Kabe | |